# باستر فيلبس
باستر فيلبس (بالإنجليزية: Buster Phelps)‏ هو ممثل أمريكي، ولد في 5 نوفمبر 1926 في لوس أنجلوس في الولايات المتحدة، وتوفي بنفس المكان في 10 يناير 1983.

## وصلات خارجية
- باستر فيلبس على موقع IMDb (الإنجليزية)
- باستر فيلبس على موقع ألو سيني (الفرنسية)
- باستر فيلبس على موقع أول موفي (الإنجليزية)
- باستر فيلبس على موقع قاعدة بيانات الأفلام السويدية (السويدية)
- باستر فيلبس على موقع قاعدة بيانات الفيلم (الإنجليزية)
- باستر فيلبس على موقع كينوبويسك (الروسية)